# Kinu (tàu tuần dương Nhật)
 Kinu (tiếng Nhật: 鬼怒) là một tàu tuần dương hạng nhẹ thuộc lớp Nagara của Hải quân Đế quốc Nhật Bản. Tên của nó được đặt theo sông Kinu trong tỉnh Tochigi của Nhật Bản. Nó từng được sử dụng rộng rãi trong Chiến tranh Thế giới thứ hai và đã bị máy bay từ tàu sân bay Mỹ đánh chìm ngày 26 tháng 10 năm 1944 ở Tây Nam Masbate, biển Sibuyan.

## Thiết kế và chế tạo
Kinu là chiếc thứ năm được hoàn tất trong lớp tàu tuần dương hạng nhẹ Nagara, và giống như những chiếc cùng lớp, nó được dự định sử dụng như soái hạm của hải đội tàu khu trục.
Kinu được đặt lườn tại xưởng đóng tàu của Kawasaki Heavy Industries ở Kobe vào ngày 17 tháng 1 năm 1921. Nó được hạ thủy vào ngày 29 tháng 5 năm 1922 và đưa vào hoạt động ngày 10 tháng 11 năm 1922.

## Lịch sử hoạt động

### Các hoạt động ban đầu
Trong những năm 1934 - 1935, Kinu được sử dụng chủ yếu như một tàu huấn luyện. Khi cuộc Chiến tranh Trung-Nhật ngày càng leo thang, nó hỗ trợ cho các cuộc đổ bộ tại miền Trung và Nam Trung Quốc, và tuần tra dọc theo bờ biển Trung Quốc trong những năm 1937- 1938.
Ngày 20 tháng 11 năm 1941, Kinu là soái hạm của Hải đội Tàu ngầm 4 dưới quyền chỉ huy của Chuẩn Đô đốc Setsuzo Yoshitomi đặt căn cứ tại Iwakuni, Yamaguchi, bao gồm các tàu ngầm I-53, I-54 I-55 của đội 18 và I-56, I-57 và I-58 của đội 19. Chúng từng tham gia hỗ trợ cho các cuộc đổ bộ lực lượng Nhật Bản trong việc chiếm đóng Malaya vào lúc xảy ra cuộc tấn công Trân Châu Cảng.

### Săn đuổi Lực lượng Z
Ngày 9 tháng 12 năm 1941, tàu ngầm Nhật I-65 báo cáo trông thấy Lực lượng Z của Hải quân Hoàng gia Anh, bao gồm thiết giáp hạm HMS Prince of Wales, tàu chiến-tuần dương HMS Repulse và các tàu khu trục hộ tống. Bản báo cáo được Kinu, Yura và Đơn vị Thông tin Hải quân 81 tại Sài Gòn bắt được. Tuy nhiên, do tín hiệu kém và phải mất thêm 90 phút để giải mã và chuyển tiếp bức thông điệp đến Phó Đô đốc Ozawa Jisaburo trên soái hạm của ông Chokai. Dù sao, bản báo cáo của I-65 bị sai lầm về hướng đi của Lực lượng Z, dẫn đến việc hạm đội Nhật nhầm lẫn và bối rối. Một chiếc thủy phi cơ Kawanishi E7K "Alf" của Kinu bám theo I-65, khi viên phi công nhầm lẫn nó là một tàu ngầm đối phương. Ngày hôm sau, Lực lượng Z bị áp đảo bởi máy bay ném bom-ngư lôi thuộc Không đoàn 22 cất cánh từ Đông Dương thuộc Pháp.

### Chiếm đóng Malaya và Đông Ấn thuộc Hà Lan
Ngày 13 tháng 12 năm 1941, Kinu rời vịnh Cam Ranh thuộc Đông Dương cùng với các tàu tuần dương Chokai, Mogami và Mikuma và các tàu khu trục Hatsuyuki và Shirayuki để hỗ trợ cho cuộc đổ bộ chiếm đóng Kuantan, Malaya, và từ ngày 17 đến ngày 24 tháng 12 năm 1941 cho các cuộc đổ bộ lên Brunei và Miri, Seria, Lutong và Kuching thuộc Sarawak. Lực lượng 2.500 người thuộc "Đơn vị Kawaguchi" Lực lượng Đổ bộ Đặc biệt Hải quân Số 2 "Yokosuka" nhanh chóng chiếm được sân bay Miri và các giếng dầu mỏ. Sau khi chiến dịch hoàn tất, Kinu quay trở lại căn cứ của nó tại vịnh Cam Ranh vào cuối năm.
Từ tháng 1 đến tháng 3 năm 1942, Kinu tiếp tục hỗ trợ cho các cuộc đổ bộ lực lượng Nhật Bản tại Malaya, Sarawak và Java. Ngày 1 tháng 3 năm 1942, đoàn tàu vận tải của Kinu tại khu vực biển Java cách 145 km (90 dặm) về phía Tây Surabaya đã bị tấn công bởi mười chiếc máy bay ném bom Vickers Vildebeest cánh kép lạc hậu và 15 máy bay tiêm kích của Không quân Australia và New Zealand. Kinu bị hư hại nhẹ do những quả bom ném suýt trúng, và ba người thiệt mạng do mảnh bom. Ngày hôm sau tại phía Bắc Surabaya, Kinu bị tàu ngầm S-38 tấn công, đã phóng bốn ngư lôi nhắm vào nó nhưng tất cả đều bị trượt.
Từ ngày 10 tháng 3 năm 1942, Kinu được phân về Hải đội Tuần dương 16 và đặt căn cứ tại Makassar, Celebes và sau đó là tại Ambon.

### Chiến dịch New Guinea
Từ ngày 29 tháng 3 đến ngày 23 tháng 4 năm 1942, Kinu được phân về Lực lượng Viễn chinh "N" thuộc quyền chỉ huy của Chuẩn Đô đốc Ruitaro Fujita để tấn công New Guinea, vốn bao gồm tàu chở thủy phi cơ Chitose, các tàu khu trục Yukikaze và Tokitsukaze, các tàu phóng ngư lôi Tomozuru, Hatsukari, các tàu vận chuyển và một lực lượng đổ bộ hải quân. Sau đó trong hầu hết tháng 5, Kinu quay trở về Kure, Hiroshima để đại tu. Sau khi quay trở lại mặt trận phía Nam, Kinu được phân công tuần tra trong khu vực biển Java từ tháng 6 đến tháng 9.
Ngày 13 tháng 9 năm 1942, Kinu nhận lên tàu các đơn vị của Sư đoàn 2 Lục quân tại Batavia cùng với chiếc tàu tuần dương hạng nhẹ Isuzu để chuyển đến quần đảo Solomon. Nó đưa lực lượng này lên đảo Shortland và Bougainville vào ngày 22 tháng 9 năm 1942 rồi ở lại làm nhiệm vụ tuần tra trong khu vực biển Timor và phía Đông lãnh thổ Đông Ấn thuộc Hà Lan cho đến tháng 1 năm 1943.
Ngày 21 tháng 1 năm 1943, Kinu được lệnh tiến đến Makassar để hỗ trợ cho chiếc tàu tuần dương hạng nhẹ chị em với nó Natori bị hư hại bởi một chiếc máy bay ném bom B-24 Liberator duy nhất của Không lực Mỹ tại cảng Amboina thuộc đảo Ambon, và hộ tống nó quay trở về Singapore. Kinu tiếp tục tuần tra từ Makassar cho đến tháng 6, thỉnh thoảng thực hiện các chuyến đi tăng viện lực lượng và tiếp liệu đến New Guinea.
Ngày 23 tháng 6 năm 1943, trong khi thả neo tại Juliana Quay thuộc Makassar cùng các tàu tuần dương Kuma Oi và Kitakami. Kinu bị 17 máy bay ném bom B-24 Liberator thuộc Phi đội 319, Liên đội Ném bom 90 của Không lực 5 tấn công. Cả bốn con tàu chỉ bị hư hại nhẹ do những quả bom ném suýt trúng. Kinu được lệnh quay trở về Nhật Bản để tái trang bị và cải biến, và về đến Kure, Hiroshima vào ngày 2 tháng 8 năm 1943.
Trong khi ở tại Kure, các tháp pháo 140 mm số 5 và số 7 của Kinu được tháo bỏ cùng với máy phóng và sàn đậu máy bay. Nó được trang bị một tháp súng phòng không 127 mm nòng đôi cùng hai khẩu 25 mm Kiểu 96 phòng không ba nòng. Điều này đã giúp nâng tổng số súng phòng không 25 mm của Kinu lên mười nòng (2x3, 2x2). Một hệ thống radar dò tìm trên không Kiểu 21 cũng được trang bị cùng với các đường ray thả mìn sâu ở phía đuôi tàu. Công việc cải tiến và tái trang bị hoàn tất vào ngày 14 tháng 10 năm 1943, và Kinu lập tức quay trở lại Singapore cùng với binh lính tăng viện và tiếp liệu. Kinu ở lại khu vực Singapore, di chuyển giữa Malacca và Penang thuộc Malaya và Batavia tại Đông Ấn thuộc Hà Lan cho đến tháng 1 năm 1944.
Ngày 23 tháng 1 năm 1944, Kinu cùng với Aoba, Oi và Kitakami được hộ tống bởi tàu khu trục Shikinami thực hiện một chuyến đi vận chuyển binh lính từ Singapore đến Port Blair thuộc quần đảo Andaman. Trong chuyến đi quay về Singapore, Kinu phải kéo chiếc Kitakami, vốn bị hư hại do một cuộc tấn công của tàu ngầm. Kinu tiếp tục tuần tra tại khu vực Tây quần đảo Đông Ấn thuộc Hà Lan cho đến tháng 4 năm 1944; khi nó bắt đầu hộ tống các chuyến tàu vận tải từ Saipan ngang qua Palau đến Celebes và các địa điểm khác tại Đông Ấn thuộc Hà Lan.
Ngày 27 tháng 5 năm 1944, Đồng Minh khởi sự "Chiến dịch Horlicks" nhằm tái chiếm Biak. Kinu, Aoba và các tàu khu trục Shikinami, Uranami và Shigure rời Tarakan để tăng cường cho Biak với lực lượng 2.300 binh lính từ Zamboanga trên đảo Mindanao. Tuy nhiên, sau khi bị các máy bay ném bom B-24 phát hiện, và nhận được tin tức về việc Mỹ tấn công Saipan, chiến dịch bị hủy bỏ và lực lượng được cho xuống tàu tại Sorong.
Ngày 6 tháng 6 năm 1944, trong khi thả neo ngoài khơi đảo Weigo, Vogelkop, New Guinea, Kinu và Aoba bị các máy bay ném bom B-24 thuộc Liên đội Ném bom 380 của Không lực 5 tấn công bất thành. Kinu tiếp tục ở lại vị trí trong vòng một tuần, rồi sau đó quay về khu vực tuần tra của nó ở phía Tây quần đảo Đông Ấn thuộc Hà Lan cho đến cuối tháng 8.

### Tại Philippines
Ngày 25 tháng 9 năm 1944, khi Nhật Bản tiến hành "Chiến dịch Sho-I-Go" để tăng cường cho việc phòng thủ Philippine, Kinu, Aoba và tàu khub trục Uranami được phân về lực lượng tấn công thứ nhất của Phó đô đốc Takeo Kurita. Ngày 11 tháng 10 năm 1944, Aoba va chạm với Kinu trong một tai nạn khi huấn luyện ngoài khơi Lingga. Cả hai chiếc đều bị hư hại nhẹ.
Ngày 21 tháng 10 năm 1944 Hải đội Tuần dương 16 được cho tách khỏi lực lượng của Phó Đô đốc Kurita để hỗ trợ cho Hạm đội Khu vực Tây Nam vận chuyển 2.500 binh lính thuộc Trung đoàn 41 Lục quân Nhật từ Cagayan, Mindanao đến Ormoc, Leyte. Đoàn tàu vận tải bị tàu ngầm Bream phát hiện vào ngày 23 tháng 10 năm 1944. Bream bắn một loạt sáu ngư lôi nhắm vào Aoba, và một quả đã trúng phòng nồi hơi số 2. Chuẩn Đô đốc Sakonjo buộc phải chuyển cờ hiệu của mình sang Kinu, và nó phải kéo Aoba về xưởng hải quân Cavite gần Manila để sửa chữa khẩn cấp. Ngày hôm sau, khi Kinu và Uranami rời Cavite hướng đến Cagayan, chúng bị máy bay từ các tàu sân bay Essex và Lexington của Đội Đặc nhiệm 38.3 tấn công. Những quả bom ném suýt trúng chỉ gây những hư hại nhẹ về cấu trúc, nhưng các đợt càn quét bằng súng máy đã giết hại 47 thủy thủ trên Kinu và 25 thủy thủ của Uranami.
Ngày 25 tháng 10 năm 1944, Kinu đi đến Cagayan. Các tàu vận tải hải quân T.6, T.9 và T.10 nhận lên tàu 350 binh lính mỗi chiếc trong khi T.101 và T.102 mỗi chiếc nhận 400 người, Kinu nhận 347 người và Uranami 150 người. Ngày 26 tháng 10 năm 1944 trong vùng biển Visayan, Kinu và Uranami bị khoảng 75-80 máy bay từ các tàu sân bay hộ tống thuộc Đội Đặc nhiệm 77.4 tấn công. Những chiếc máy bay ném bom-ngư lôi TBM Avenger từ tàu sân bay Natoma Bay và 12 chiếc Avenger và máy bay tiêm kích FM-2 Wildcat thuộc Phi đội VC-21 của tàu sân bay Marcus Island liên tục tấn công bằng bom, rocket và súng máy vào Kinu và Uranami. Một chiếc Avenger từ tàu sân bay Manila Bay đánh trúng trực tiếp hai quả bom vào Kinu và trúng nhiều quả rocket xuống Uranami, vốn bị đánh chìm vào khoảng giữa trưa. Đến 11 giờ 30 phút, hai đợt không kích khác được tiếp nối. Một quả bom thứ ba đánh trúng phòng động cơ phía sau khiến Kinu bốc cháy. Các tàu vận tải đã cứu vớt hầu hết trong số 813 thủy thủ đoàn của Kinu, bao gồm thuyền trưởng Kawasaki. Chuẩn Đô đốc Sakonjo chuyển cờ hiệu của mình sang chiếc tàu vận tải T.10 và về đến Manila ngày hôm sau. Lúc 17 giờ 30 phút, Kinu chìm với đuôi chìm trước ở độ sâu 45 m (150 ft) cách 71 km (44 dặm) về phía Tây Nam Masbate, Luzon.
Kinu được rút khỏi danh sách Đăng bạ Hải quân vào ngày 20 tháng 12 năm 1944.
Ngày 15 tháng 7 năm 1945, các thợ lặn của tàu sửa chữa USS Chanticleer đã khảo sát xác tàu đắm của Kinu và đã vớt được các tài liệu mật và nhiều máy mật mã.

## Danh sách thuyền trưởng
- Umakichi Yano (sĩ quan trang bị trưởng): 10 tháng 5 năm 1922 - 10 tháng 11 năm 1922
- Umakichi Yano: 10 tháng 11 năm 1922 - 1 tháng 12 năm 1923
- Koshiro Oikawa: 1 tháng 12 năm 1923 - 1 tháng 1 năm 1924
- Masashi Takeuchi: 1 tháng 1 năm 1924 - 10 tháng 11 năm 1924
- Sunao Matsuzaki: 10 tháng 11 năm 1924 - 1 tháng 12 năm 1925
- Nihei Sezaki: 1 tháng 12 năm 1925 - 1 tháng 11 năm 1926
- Yaichi Ono: 1 tháng 11 năm 1926 - 15 tháng 11 năm 1927
- Takashi Obata: 15 tháng 11 năm 1927 - 10 tháng 12 năm 1928
- Toshiro Taijiri: 10 tháng 12 năm 1928 - 30 tháng 11 năm 1929
- Ryukichi Nakajima: 30 tháng 11 năm 1929 - 1 tháng 12 năm 1930
- Ikuta Sakamoto: 1 tháng 12 năm 1930 - 1 tháng 12 năm 1931
- Takeo Sakura: 1 tháng 12 năm 1931 - 15 tháng 11 năm 1933
- Tsuyoshi Kobata: 15 tháng 11 năm 1933 - 15 tháng 11 năm 1934
- Yoshikazu Endo: 15 tháng 11 năm 1934 - 15 tháng 11 năm 1935
- Shigeyoshi Miwa: 15 tháng 11 năm 1935 - 1 tháng 12 năm 1936
- Shigeru Ishikawa: 1 tháng 12 năm 1936 - 1 tháng 12 năm 1937
- Sohei Tashiro: 1 tháng 12 năm 1937 - 15 tháng 12 năm 1938
- Seishichi Watanabe: 15 tháng 12 năm 1938 - 19 tháng 10 năm 1940
- Tokugyo Ito: 19 tháng 10 năm 1940 - 2 tháng 12 năm 1940
- Akira Yamaki: 2 tháng 12 năm 1940 - 15 tháng 3 năm 1941
- Shunsaki Nabeshima: 15 tháng 3 năm 1941 - 11 tháng 8 năm 1941
- Yoshiro Kato: 11 tháng 8 năm 1941 - 22 tháng 3 năm 1943
- Yoshio Uehara: 22 tháng 3 năm 1943 - 4 tháng 2 năm 1944
- Tokushi Itakura: 4 tháng 2 năm 1944 - 11 tháng 6 năm 1944
- Harumi Kawasaki: 11 tháng 6 năm 1944 - 26 tháng 10 năm 1944